# Marathon de Gold Coast
Le Marathon de la Gold Coast (en anglais : Gold Coast Marathon) est une course de marathon se déroulant tous les ans, le premier dimanche de juillet, dans les rues de Gold Coast, en Australie. Créée en 1979, l'épreuve fait partie du circuit international des IAAF Road Race Label Events, dans la catégorie des « Labels d'or ».